# محمد عبد الكريم (عازف)

محمد عبد الكريم (1911 - 30 كانون الثاني 1989) هو عازف بزق سوري شهير لقب بأمير البزق.

## مولده
ولد محمد عبد الكريم في حي الخضر الشعبي بمدينة حمص وسط سورية، من أسرة تعشق الموسيقى فوالده علي مرعي كان عازفاً على آلتي العود والبزق في الأفراح في حمص، ويعتبر والده أستاذه الأول في الموسيقى، وبعد وفاة والده تولى أخوه سليم رعايته فألحقه بالمدرسة الابتدائية في حمص، وكان يصحبه معه إلى الأفراح ليعزف على بزقه، وانتسب إلى نادي الميماس عازفاً ضمن فرقته الموسيقية، كما عزف ضمن الفرق الموسيقية التي زارت مدينة حمص وهو من أصول غجرية، ويزعم بعض التركمان أنه تركماني وهذا ليس صحيح.

## في دمشق
في العاشرة من عمره انتقل محمد عبد الكريم إلى دمشق مع والدته، وفي بداية نشاطه كانت مع فنان خيال الظل أبي شاكر الذي كان يقدم عروضه في مقهى النوفرة، وكان محمد عبد الكريم يرافقه في العزف على البزق، وهناك تعرف على السياسي فخري البارودي المعروف باهتمامه بالفنون، الذي ساهم في شهرته في العاصمة وانضمامه إلى أشهر فرقها الموسيقية، ثم انطلق يقيم الحفلات الموسيقية على آلته، وخلال ذلك أخذ ينهل من المعارف الموسيقية العربية والغربية.

## أمير البزق
في رواية في بغداد، وفي رواية أخرى في باريس استمع الملك فيصل ملك العراق إلى عزف محمد عبد الكريم في حفلة، فأعجب به، ووصفه بأنه أمير العزف على آلة البزق. فطلب منه محمد عبد الكريم (فرماناً) يشير إلى ذلك، فأصدر فيصل امراً ملكياً بتسمية محمد عبد الكريم أميراً لآلة البزق. ولا تزال هذه الصفة ترافق اسمه حتى اليوم وعزف أمير البزق في بلاد كثيرة حيث جاب المدن السورية دمشق وحمص وحلب وحماة وغيرها من المدن السورية وفي بغداد وبيروت والقاهرة والقدس وباريس ولندن ومدن ألمانيا وإيطاليا وغيرها.

## رحلاته
أولى رحلاته كانت إلى حلب حيث أقام فيها العديد من الحفلات التي انتزع فيها إعجاب ذواقة حلب، وبدأ فيها أولى خطوات التلحين، حين لحن أغنيته (ليه الدلال وأنت حبيبي) وغناها بصوته، وخلال زيارته إلى حلب تعرف على الموسيقي كميل شامبير الذي دعاه إلى القاهرة.
في عام 1925 زار أمير البزق القاهرة ودامت زيارته سنتين حيث تعرف على أقطاب الموسيقا فيها مثل محمد القصبجي وزكريا أحمد وداوود حسني ومحمد عبد الوهاب، وأحيا العديد من الحفلات، وعرض عليه (ليتوباروخ) وكيل شركة أوديون الألمانية للاسطوانات السفر إلى ألمانيا لتسجيل عدة اسطوانات.
في عام 1927 سافر إلى ألمانيا بادئاً جولة أوروبية، فأحيا فيها العديد من الحفلات، كما سجل لشركة أوديون خمس اسطوانات تضمنت مجموعة من المقطوعات الموسيقية والارتجالات.
ومن ألمانيا اتجه إلى فرنسا حيث أحيا العديد من الحفلات نال فيها إعجاب الفرنسيين قبل العرب، وفي إيطاليا انتزع إعجاب الإيطاليين خاصة عندما عزف على بزقه لحنين شعبيين لمدينة نابولي، وبعد عودته من أوروبا عام 1929 تنقل بين المدن السورية ليقيم الحفلات، كما زار بيروت والتقى فيها عازف البزق اللبناني محيي الدين بعيون أشهر عازفي البزق في الوطن العربي آنذاك، والذي أبدى إعجابه بأمير البزق.
وفي مطلع الثلاثينيات سافر محمد عبد الكريم إلى القدس، وتعرف على كبار الموسيقيين الفلسطينيين مثل يوسف بتروني ويحيى السعودي وروحي الخماش ومحمد غازي، لكن زيارته الأهم إلى فلسطين كانت عام 1936 لحضور افتتاح إذاعة القدس، حيث عمل عازفاً ضمن فرقتها الموسيقية، ثم تولى رئاستها، وخلال وجوده في القدس لحن للعديد من المطربين الفلسطينيين مثل فهد نجار وماري عكاوي ومحمد غازي، وعند افتتاح إذاعة الشرق الأدنى في يافا حضر افتتاحها ووضع لها شارتها الموسيقية، كما شكل فرقتها الموسيقية وتولى رئاستها.
بعد انتهاء الحرب العالمية الثانية، سافر أمير البزق إلى لندن لإحياء بعض الحفلات وتسجيل بعض الإسطوانات، ومن لندن عاد إلى القدس ليتعلم التدوين الموسيقي على يد يوسف بتروني، كما وضع ألحاناً جديدة لمحمد غازي وماري عكاوي ليعود بعدها إلى دمشق ويمارس نشاطه الموسيقي في نادي دمشق الموسيقي، وفي إذاعة دمشق المحلية وعند جلاء المستعمر الفرنسي عن سوريا كان محمد عبد الكريم من أوائل من شاركوا في احتفالات الجلاء في سوريا، وعند افتتاح إذاعة دمشق الوطنية وضع شارتها الموسيقية وعمل ضمن فرقتها الموسيقية، وتابع إبداعاته الموسيقية في مجال التلحين والتأليف الموسيقي.

## وفاته
أمضى أمير البزق سنوات طويلة يعمل في إذاعة دمشق، وإذا كانت حياته الفنية غنية، فإن حياته الشخصية كانت متواضعة جداً، فقد أمضى سنين حياته الأخيرة في غرفة صغيرة بحي عين الكرش وحيداً في الأشهر الأخيرة من حياته أصيب بمرض شديد، نُقل بسببه إلى مشفى الهلال الأحمر، وتوفي فيه بتاريخ الاثنين في الثلاثين من كانون الثاني عام 1989، وشيّع في جنازة متواضعة إلى مثواه الأخير.